# Banjul
Banjul Gambia fővárosa. Az ország nyugati részén helyezkedik el egy félszigeten, a Gambia folyó és egyúttal az Atlanti-óceán partján. A város népessége 34 828 fő, de ha a környező területeken élőket is beleszámoljuk, akkor a város és környéke lakossága 523 589 fő (2003-as népszámláláskor).

## Földrajz

### Éghajlat
Banjul városát trópusi nedves és száraz éghajlat jellemzi. A rendkívül hosszú száraz évszak novembertől júniusig tart, a rövid esős évszak pedig júliustól októberig. Augusztus a legcsapadékosabb hónap, ekkor átlagosan 500 mm csapadék esik.
| Hónap                         | Jan. | Feb. | Már. | Ápr. | Máj. | Jún. | Júl. | Aug. | Szep. | Okt. | Nov. | Dec. | Év   |
| ----------------------------- | ---- | ---- | ---- | ---- | ---- | ---- | ---- | ---- | ----- | ---- | ---- | ---- | ---- |
| Rekord max. hőmérséklet (°C)  | 37,0 | 39,0 | 40,0 | 41,0 | 41,0 | 38,0 | 34,0 | 33,0 | 34,0  | 37,0 | 36,0 | 36,0 | 41,0 |
| Átlagos max. hőmérséklet (°C) | 31,0 | 32,0 | 34,0 | 33,0 | 32,0 | 32,0 | 30,0 | 29,0 | 31,0  | 32,0 | 32,0 | 31,0 | 31,6 |
| Átlagos min. hőmérséklet (°C) | 15,0 | 16,0 | 17,0 | 18,0 | 19,0 | 23,0 | 23,0 | 23,0 | 23,0  | 22,0 | 18,0 | 16,0 | 19,4 |
| Rekord min. hőmérséklet (°C)  | 7,0  | 10,0 | 12,0 | 12,0 | 14,0 | 18,0 | 21,0 | 20,0 | 17,0  | 16,0 | 12,0 | 9,0  | 7,0  |
| Átl. csapadékmennyiség (mm)   | 3    | 3    | 0    | 0    | 10   | 58   | 282  | 500  | 310   | 109  | 18   | 3    | 1296 |
| Havi napsütéses órák száma    | 279  | 282  | 310  | 300  | 310  | 270  | 186  | 186  | 180   | 248  | 240  | 279  | 3070 |
| Forrás: BBC Weather           |      |      |      |      |      |      |      |      |       |      |      |      |      |

## A város története

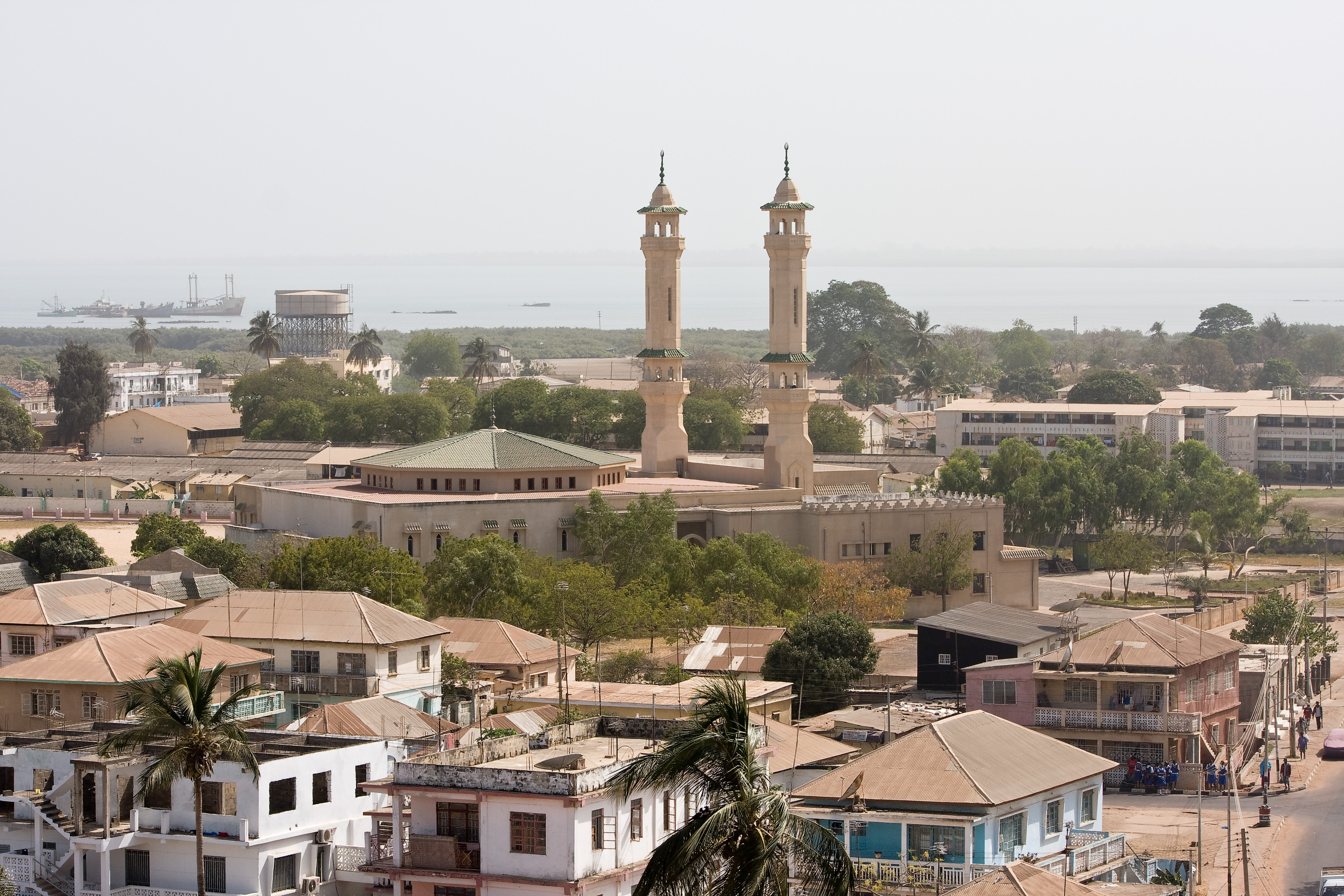
Banjul látképe

Gambia területe a 10. században a szongai királysághoz, a 13-15. században pedig a mali birodalomhoz tartozott. A 16. század végén az angolok létesítettek itt kereskedelmi telepeket és előbb a portugálokkal, majd a franciákkal vetélkedtek. A várost is ők alapították kereskedelmi telepként, alapítása egy angol expedíció vezetőjének, Grant kapitánynak a nevéhez fűződik, aki 1816-ban a helyi törzsfőnöktől megvásárolt Banjul (Sainte-Marie) szigeten helyőrségi bázist hozott létre. Az első neve Bathurst (a brit Colonial Office titkára, Henry Bathurst után) volt, melyet 1974-ben Banjulra változtattak.
1994. július 22-én Banjulban vértelen katonai puccs zajlott le, melyben Dawda Jawara elnök hatalmát megdöntötték, és a hatalmat Yahya Jammeh vette át (akit azóta kétszer újraválasztottak). Ennek az eseménynek emléket állítva felépítették a 35 méter magas Arch 22 kaput, mely egy nyitott, négyzet alakú tér központja (itt található a textilmúzeum is). A kapu a katonai puccs megünneplésére épült. Nyilvánosan hozzáférhető erkélye kiváló kilátást nyújt a városra és a tengerpartra.
A város sok utcáját átnevezték az 1990-es években, hogy azok Gambia hőseinek nevét viseljék, a gyarmati időszakban adott nevek helyett. A helyi lakosság (pl. a taxisok) gyakran megérti és használja a régi neveket is.

## Közigazgatás

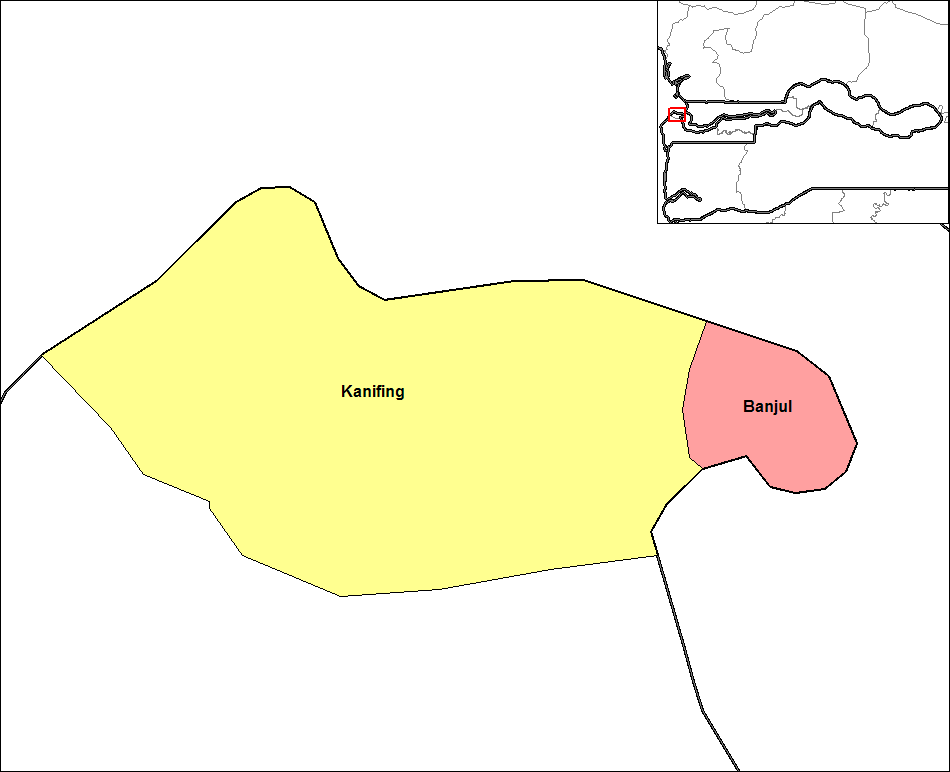
Banjul közigazgatási felosztása

A város két körzetre van felosztva, melyek a következők:
- Banjul
- Kanifing

## Nevezetességek
- Gambiai Nemzeti Múzeum
- Albert Market
- Banjul State House
- Banjul Court House

## Vallási élet
A városban található két katedrális, valamint több jelentős mecset.

## Gazdaság
Mivel Banjul Gambia adminisztrációs és gazdasági központja, több jelentős intézmény, köztük a Gambiai Nemzeti Bank központja is itt van. A város kikötőjéből helyben termelt mogyorót, fát, pálmaolajat, valamint különböző textíliákat szállítanak, főként az Egyesült Államokba.

## Közlekedés
A városból kompjáratok mennek Barrába, ami a folyó északi partján fekszik, nagyjából 3 km távolságra Banjul északkeleti csücskétől. A városból közúton el lehet jutni Dakarba és Bissauba is. A város repülőtere a Banjuli nemzetközi repülőtér.

## Testvérvárosok
- Tajpej, Tajvan (1997)
- Belgium, Oostende
- Egyesült Királyság, Grimsby
- Amerikai Egyesült Államok, Newark, New Jersey

## Fordítás
Ez a szócikk részben vagy egészben  a   Banjul című angol Wikipédia-szócikk fordításán alapul.  Az eredeti cikk szerkesztőit annak laptörténete sorolja fel. Ez a jelzés csupán a megfogalmazás eredetét és a szerzői jogokat jelzi, nem szolgál a cikkben szereplő információk forrásmegjelöléseként.